# Chionachne macrophylla
Chionachne macrophylla là một loài thực vật có hoa trong họ Hòa thảo. Loài này được (Benth.) Clayton mô tả khoa học đầu tiên năm 1981.